# Atergopedia vetusta
Atergopedia vetusta is een eenoogkreeftjessoort uit de familie van de Novocriniidae. De wetenschappelijke naam van de soort is voor het eerst geldig gepubliceerd in 1998 door Martínez Arbizu & Moura.